# Філіппінські мови
Філіппінські мови — запропонована група мов, що включає всі мови Філіппін та півночі Сулавесі, що в Індонезії, крім мов сама-баджо морського народу баджо, та кількох палаванських мов мов, та є підсім'єю австронезійських мов. Запропонована Рейнольдом Девідом Зорком у 1986 та Робертом Бластом у його роботах у 1991, 2005 та 2019 роках. Попри близькість Філіппін до місця зародження Австронезійських народів, Тайваню, серед 150 філіппінських мов не спостерігається значної різниці, через що є думка, що старі розбіжності зникли через розповсюдження пращура сучасних мов, протофіліппінської прамови.